# Bessarion Gougouchvili
Bessarion Gougouchvili (né en 1945) est un homme politique géorgien et un ancien Premier ministre du pays.

## Biographie
Fils de l'économiste Paata Gougouchvili, Bessarion Gougouchvili est nommé premier ministre après la démission de Tenguiz Sigoua en août 1991. Le plus proche associé de l'ancien président de Géorgie Zviad Gamsakhourdia, il le suit en exil après le coup d'État de 1991-1992 et prend part au soulèvement de 1993. Après l'échec du soulèvement et la mort de Gamsakhourdia, Gougouchvili reçoit asile politique en Finlande. En 2008, il vit à Vantaa.